# Zavelbeek
De Zavelbeek is een beek in Nederlands Zuid-Limburg in de gemeente Meerssen. De beek ligt bij Bunde op de rechteroever van de Maas en heeft een lengte van ruim 600 meter.
Op ongeveer 50 meter ten noorden van de noordelijke beektak ligt de Bunderbeek en op ongeveer 100 meter naar het zuidwesten liggen de bronnen van de Middelgraaf.

## Ligging
De beek ligt op de westelijke helling van het Centraal Plateau in de overgang naar het Maasdal. De bronnen van de beek liggen in het Bunderbos op de helling ten noorden van Bunde en ten zuidoosten van Brommelen. In het hellingbos ontspringt er op drie plekken water van waaruit de drie beektakken vloeien. De drie takken komen binnen 50 meter van elkaar samen, waarna de beek gezamenlijk onder de spoorlijn Maastricht - Venlo doorstroomt en in noordwestelijke richting haar weg vervolgt. Vlak bij de Pasweg mondt de beek uit in de Rijnbeek. De Rijnbeek vloeit verderop samen met de Stalebeek tot de Verlegde Broekgraaf, die op haar beurt bij Kasteel Geulle samenvloeit met de Molenbeek en de Zandbeek om de Oude Broekgraaf te vormen die uiteindelijk in de Maas uitmondt.

## Geologie
De Zavelbeek ontspringt ten zuiden van de Geullebreuk op een hoogte van respectievelijk ongeveer 71, 79 en 70 meter boven NAP. Op deze hoogte (ten oosten van de spoorlijn) dagzoomt klei uit het Laagpakket van Kleine-Spouwen dat in de bodem een ondoorlatende laag vormt, waardoor het grondwater op deze hoogte uitstroomt. De beek heeft als gevolg van het vele water een erosiedal gevormd in de Maasdalhelling.

## Geschiedenis
Rond 1928 werd de spoorlijn gereconstrueerd en ten behoeve hiervan werden op meerdere plekken ontwateringslossingen gegraven, zodat onderloopsheid van de spoordijk werd voorkomen. Eerder was de bodem van de spoordijk door verzadiging met het vele bronwater meermaals verzakt. De Zavelbeek is vroeger ten westen van de spoorlijn rechtgetrokken en kwam toen te liggen tussen verhoogde oevers. Aan het begin van de 21e eeuw werd de beek vrijgelaten uit haar rechte en opgeleide beekloop en kan sindsdien weer vrij stromen.